# Верво
Верво (итал. Vervò) је насеље у Италији у округу Тренто, региону Трентино-Јужни Тирол.
Према процени из 2011. у насељу је живело 416 становника. Насеље се налази на надморској висини од 906 м.

## Становништво
| 1931. | 1936. | 1951. | 1961. | 1971. | 1981. | 1991. | 2001. | 2011. |
| ----- | ----- | ----- | ----- | ----- | ----- | ----- | ----- | ----- |
| 700   | 647   | 662   | 662   | 644   | 649   | 630   | 676   | 712   |